# Dr. Love
A Dr. Love a norvég énekesnő Stella Getz 1994-ben megjelent 2. kislemeze a Forbidden Dreams című albumról. A dal mérsékelt siker volt, de több slágerlistára is felkerült.

## Számlista
12 single / UK 
1. Vocal Mix 6:04
2. Dub Mix 6:05
3. Hard Love Mix 8:22
4. Hard Love Dub Mix 7:20
5. Extended Version 3:58

## Slágerlista
| Slágerlista (1994-1995)                               | Legjobb helyezések |
| ----------------------------------------------------- | ------------------ |
| Dánia (IFPI)                                          | 6                  |
| Németország (Official German Charts)                  | 30                 |
| Izrael (Israel Top-30)                                | 8                  |
| Egyesült Királyság UK Dance (Official Charts Company) | 39                 |